# El Señor de los Anillos: la Tercera Edad
El Señor de los Anillos: La Tercera Edad es un videojuego de rol desarrollado por Visceral Games para Electronic Arts y lanzado para PlayStation 2, Xbox y GameCube en noviembre de 2004. 
Es una adaptación libre de la trilogía cinematográfica de El Señor de los Anillos, dirigida por Peter Jackson. Al no basarse propiamente en la novela de JRR Tolkien, ni contaba con los derechos de difusión, el argumento del videojuego debía ir por otros derroteros y no representar la historia que plasmó el escritor británico. Eso se debe en parte a que la empresa Vivendi Games compró los derechos para la difusión en videojuego de la obra magna de Tolkien, en sociedad con Tolkien Enterprises, mientras Electronic Arts tenía los derechos para adaptar al videojuego la trilogía cinematográfica de New Line Cinema.
El juego recibió críticas mixtas. La mayoría de los colaboradores alabaron a los gráficos, pero muchos encontraron la historia y el desarrollo del carácter débil, y el modo de juego bastante derivado del Final Fantasy X.

## Jugabilidad
Al igual que con muchos juegos de rol, El Señor de los Anillos: la Tercera Edad se divide en dos modos diferentes: exploración en tercera persona a través de un mundo abierto y el modo de combate, que consiste en un juego por turnos.
La progresión a través del juego se basa en misiones. Cada área presenta múltiples misiones que deben completarse para avanzar a la siguiente área. Todas las áreas también presentan varias misiones secundarias opcionales que no tienen que completarse para la progresión, pero que pueden dar lugar a recompensas sustanciales para el equipamiento de los personajes. Cuando el jugador está en tercera persona, se muestra un mapa con los objetivos actuales (primario y secundario) marcados en él. A medida que el jugador se mueve por el entorno, uno de los dos iconos también puede aparecer en la pantalla. Si aparece el Ojo de Sauron, significa que el jugador tiene la oportunidad de encontrar una batalla aleatoria; cuanto más oscuro sea el ojo, más probabilidades habrá de que ocurra una batalla. Si aparece un Palantír azul, significa que el jugador se está acercando a una batalla de historia; nuevamente, mientras más oscuro es el ícono, más cerca está el jugador de la batalla. Sin embargo, no todas las batallas guionizadas están indicadas de antemano por un icono de Palantír.
El Señor de los Anillos: la Tercera Edad es un juego de rol al estilo de los juegos de la serie Final Fantasy, algo que se puede apreciar en el sistema de combate basado en turnos del juego. Durante la batalla, se muestra una "cola de batalla" en la pantalla. Esto es, el orden en el que el jugador del partido y el enemigo tendrán su turno. Este puede cambiarse mediante el uso de habilidades para ralentizar o aturdir al enemigo, o acelerar los personajes del jugador. Del mismo modo, los enemigos pueden aumentar su propia velocidad y disminuir la de la otra parte, cambiando nuevamente el orden. La cola cambia cada vez que se completa un turno. El jugador solo puede tener tres miembros activos del partido en una batalla determinada, pero en la mayoría de las batallas, son libres de cambiar de miembros del partido dentro y fuera del combate. Ocasionalmente, el jugador se unirá a un cuarto miembro, que generalmente es un personaje de las películas, y es controlable solo para una o dos batallas, como Gimli o Legolas.
Las batallas se estructuran alrededor del jugador seleccionando acciones del menú de batalla. Las acciones incluyen opciones como "Ataque", "Cambiar arma", "Artículo" y "Omitir". Otra característica de las batallas es "Modo perfecto". A medida que el jugador ejecuta exitosamente ataques sobre el enemigo, su medidor de impulso se llenará. Cuando está completamente lleno, cualquier miembro del grupo puede seleccionar "Modo perfecto" en el menú y ejecutar un ataque más poderoso. Cada personaje es capaz de ejecutar un ataque especial. Al término de cada combate, cada miembro recibe puntos de experiencia basado en las acciones durante la batalla. Por ejemplo, si un personaje mató a todos los enemigos, obtendrán más puntos que los demás. Si un personaje no participó en la batalla, obtendrá menos puntos que los que sí lo hicieron. Ganar puntos de experiencia lleva a que los personajes suban de nivel. Cuando un personaje lo hace, recibe puntos de atributo, que pueden gastar en sus diversos atributos, como Fuerza, Espíritu, Constitución, Velocidad y Destreza. El armamento y la armadura también afectan el nivel de cada atributo.
Cada personaje tiene cuatro tipos básicos de conjunto de habilidades; una basada en su arma principal, otra basada en la magia, otra que determina qué ataques están disponibles en el Modo Perfecto, y una cuarta que determina sus habilidades pasivas. Dependiendo de las "piedras de los elfos" que hayan equipado, cualquier personaje dado también puede tener conjuntos de habilidades relacionadas con el arte de la luz, el arte de las sombras y la creación de objetos. Para todas las habilidades, excepto las habilidades pasivas y el modo perfecto, el personaje sólo puede aprender nuevas habilidades al realizar las habilidades que ya aprendió de un determinado número de veces. Cada ejecución exitosa de una habilidad gana un punto de habilidad para la próxima habilidad. A medida que el personaje avanza, la elección de las habilidades disponibles aumenta, y se puede elegir qué habilidad aprender. Los puntos de habilidad para el modo perfecto y las habilidades pasivas se asocian al nivel de experiencia más que a la ejecución exitosa de las habilidades.
El juego también presenta un minijuego llamado "Modo Malvado". A medida que el jugador completa cada área en el juego principal, esa área queda disponible para jugar en modo malvado. En este modo, el jugador controla las fuerzas de Sauron y lucha contra los personajes del juego principal. Cada área presenta un número determinado de batallas, entre las cuales el jugador no puede guardar. Si el jugador completa con éxito las batallas en un área en particular, los elementos especiales se desbloquean y se agregan al inventario del jugador en el juego principal.

## Sinopsis
Aunque la narrativa principal del juego corre paralela a la narrativa en la trilogía cinematográfica, la trama no pretende ser una historia canónica original para encajar en la trama tal como se desarrolló en las películas. Esto se ve principalmente en la medida en que el grupo está presente durante ciertas batallas que en las películas son peleas en solitario, como cuando Gandalf se enfrentó al Balrog en Moria o cuando Éowyn luchaba contra el Rey Brujo de Angmar. El juego también presenta eventos que no tienen lugar en las películas; como una batalla con Gríma Lengua de Serpiente en Edoras o contra el Ojo de Sauron encima de Barad-dûr. A lo largo del juego, Gandalf 'habla' a Berethor por medio de "Escenas épicas"; clips de películas que el jugador puede recopilar y que cuentan con la narración original de Gandalf. Estos clips dan contexto a gran parte de la trama y sirven para ofrecer consejos a Berethor sobre eventos en el mundo en general.
El juego comienza con Berethor, un capitán de la Guardia de la Ciudadela de Gondor, que viaja a Rivendell para encontrar a Boromir a instancias de Denethor. A las afueras de Rivendel, es atacado por los Nazgûl, pero es rescatado por Idrial, una elfo al servicio de Galadriel. Mientras viajan por el bosque, ven el cuerpo de un crebain muerto e Idrial deduce que Saruman ha traicionado a los elfos que salieron de la Tierra Media en busca de los Puertos Grises. La pareja viaja hasta la ensenada de Isengard y posteriormente intentar cruzar el paso de Caradhras, donde se encuentran con el montaraz Elegost. Los tres comprenden que los miembros de la Comunidad del Anillo trataron de pasar también por Caradhras, pero se vieron impedidos por una tormenta de nieve desatada por Saruman, por lo que eligieron pasar las minas de Moria.  Elegost explica que estaba cazando con un compañero enano cuando fueron atrapados en la tormenta, y se separaron. Los tres se dirigen hacia Moria, y pronto encuentran al enano, Hadhod.
Al ingresar a Moria, Hadhod descubre los rumores sobre Balin y los enanos son ciertos; han sido aniquilados por los orcos. Persiguen a la Comunidad, encontrándose en el piso debajo de ellos, y viendo un Balrog que asciende desde las profundidades. Ellos lo siguen, llegando eventualmente al Puente de Khazad-dûm. Allí se unen a Gandalf mientras se enfrenta al Balrog. Lo ayudan a la victoria, pero no pueden evitar que caiga del puente. Sin embargo, sin el conocimiento de la Comunidad, Gandalf es resucitado por los Valar. Mientras tanto, el grupo sale de Moria y sigue los pasos de la Comunidad, pasando por Lothlórien.
Pronto se enteran de que Boromir está muerto, que Frodo y Sam se han dirigido hacia Mordor para destruir el Anillo, y que el resto de la Comunidad se ha dirigido a Rohan. Ellos también se dirigen hacia Rohan. Sin embargo, Saruman ha usado a su agente, como Gríma Lengua de Serpiente para corromper a Théoden, rey de Rohan, manipulándole para desterrar a Éomer, capitán de los Rohirrim. Saruman planea usar la división causada por esto para destruir a Rohan. El grupo conoce al resucitado Gandalf el Blanco, quien les dice que deben reunir a los hombres de Éomer y dirigirse hacia el Abismo de Helm, donde Rohan hará una última resistencia contra el ejército de Saruman. Mientras tanto, Gandalf intentará liberar a Théoden de la maldición de Saruman. Poco después, se encuentran con una mujer llamada Morwen, que se une al grupo de camino a Helm con la esperanza de encontrar a su familia. Después de haber reunido las fuerzas dispersas de Éomer, comienzan a enfilar la marcha hacia el Abismo. En el viaje, Morwen revela que ella es originaria de Minas Tirith, y el grupo recibe noticias de que Théoden ha sido liberado del hechizo de Saruman. En el camino, se encuentran con Éoaden, un miembro de la Guardia Real de Rohan, quien se une a ellos. Poco después, encuentran los cuerpos de la familia de Morwen, asesinados por wargs, antes de llegar a Helm.
Dentro de la fortaleza, se preparan para la batalla. Pronto, llega el ejército de 10.000 Uruk-hai de Saruman, que abren los muros exteriores del refugio usando explosivos. Mientras Berethor pelea, de repente escucha la voz de Saruman diciéndole que será castigado por su traición. Gandalf y Éomer llegan con los Rohirrim, atacando y diezmando al ejército de Uruk-hai. Mientras tanto, los Ents, despertados a la guerra por la destrucción parcial de Saruman del Bosque Fangorn, sitian Orthanc, poniendo fin a la participación de Saruman en la guerra. Gandalf explica a Berethor por qué oyó la voz de Saruman: Berethor fue capturado por Saruman, quien lo sometió a un hechizo. Saruman creía que Boromir tomaría el Anillo de Frodo, y el trabajo de Berethor era tomarlo de Boromir y devolverlo a Saruman. Sin embargo, Boromir no tomó el Anillo. Sabiendo del plan de Saruman, Gandalf y Galadriel enviaron a Idrial a buscar a Berethor y permanecer junto a él hasta que se rompa el hechizo, y con la destrucción de Orthanc, Berethor queda libre del hechizo. 
Gandalf le dice al grupo que Sauron ahora se centrará en Minas Tirith. Gandalf se adelanta y envía al grupo a la ciudad en ruinas de Osgiliath, para estar al lado del hermano de Boromir, Faramir. Mientras esperan la llegada del ejército, Berethor reflexiona que Osgiliath le parece familiar. Éoaden recuerda a un guerrero gondoriano que luchó bajo Boromir durante la defensa de la ciudad hace algún tiempo, pero que huyó de la batalla con miedo. El grupo se da cuenta de que ese hombre del que hablan es Berethor, quien promete que nunca más huirá, y el grupo se une a Faramir en una lucha contra Gothmog. Lo derrotan, pero huye antes de que puedan matarlo. Gandalf luego les convoca de vuelta a Minas Tirith. Antes de que se vayan, sin embargo, Berethor descubre que la razón por la que huyó de Osgiliath fue porque fue apuñalado por una espada de Morgul, la punta de la cual todavía está dentro de él. Él y Idrial se enfrentan al Rey Brujo, pero Idrial explica que no puede dañar al Rey Brujo mientras que la espada todavía está dentro de él. Él lo corta y atacan al Rey Brujo, al que ahuyentan. 
La otra Compañía llega a Minas Tirith momentos después de que el ejército de orcos de Mordor abriera la brecha en la puerta principal, con orcos arrasando las calles. Mientras tanto, el Rey Brujo se enfrenta a Gandalf, quien se une al grupo en la lucha. Durante la batalla, escuchan los cuernos de los Rohirrim, y el Rey Brujo huye. La acción se dirige a la ciudadela en la parte superior de la ciudad, donde los protagonistas son testigos de la muerte del demente Denethor a manos de Gandalf. Luego saben que Aragorn está en camino con el Ejército de los Muertos. La batalla se traslada a los Campos de Pelennor mientras los Rohirrim cargan contra el ejército de Mordor. El Rey Brujo ataca a Théoden y Éowyn acude en su ayuda. Poco después, Aragorn llega con el Ejército de los Muertos, que aniquila al ejército de Mordor.
Mientras el grupo celebra esta importante victoria, los ocho restantes Nazgûl atacan, llegando a acuchillar a Morwen. Derrotan a los Nazgûl, es Aragorn quien llega a tiempo para salvar la vida de Morwen. Luego dice al grupo que todo el ejército debe marchar sobre la Puerta Negra para distraer a Sauron del acercamiento de Frodo al Monte del Destino. Al mismo tiempo, el grupo ataca el Ojo de Sauron. Mientras pelean, Frodo destruye con éxito el Anillo, y Sauron es derrotado. A raíz de la victoria, Gandalf le dice a Berethor que enfrentará más aventuras, diciendo "Tu historia apenas ha comenzado".

## Personajes
- Berethor: Era el capitán de la guardia de Gondor y hermano gemelo de Beregond, también capitán de Gondor. Luchó con Boromir y Faramir en Osgiliath y huyó junto con ellos. Fue desterrado por Denethor. Acude a Rivendel después de la partida de la Comunidad para buscar a Boromir.
- Eaoden: Jinete de Rohan, fue uno de los pocos que ayudó a Gondor en la batalla anterior por Osgiliath, donde un soldado llamado Berethor huyó aterrorizado mientras era apuñalado por la espada de morgul del Rey Brujo. Es el último personaje jugador en unirse al grupo.
- Elegost: Dúnedain y familiar cercano de Aragorn. Amigo de Hadhod, al que conoció durante el Concilio de Elrond. Es un montaraz habilidoso con el arco y en la técnica de la caza.
- Hadhod: Guerrero enano del clan de Fundin. Vivía en el refugio de Erebor. Fue atacado por fieras y se separó de su amigo Elegost durante el tramo de Caradhras.
- Idrial: Elfa de Lórien que acude por designio de Galadriel en busca de Berethor.
- Morwen: Guerrera de Rohan que ha perdido a toda su familia por culpa de las huestes de Saruman.